# Арноглось Тора
Арногло́сь То́ра (Arnoglossus thori) — риба родини Ботових (Bothidae), ряду камбалоподібних. Поширений у східній Атлантиці від Ірландії до Сьєрра-Леоне і Кабо-Верде, також у Середземному. У Чорному морі біля берегів Туреччини. Досягає довжини 18 см.